# 減極剤
減極剤（げんきょくざい）は、電池あるいは電解槽内において、分極が起こるのを防止する物質である。おもに酸化剤が用いられるのは、電池の負極から正極、あるいは電解槽の陽極から陰極へ流れてきた電子と水素イオンが結びつくことで分極が起きるためであり、これを酸化する働きをもつ。二酸化マンガン、過酸化水素水、二クロム酸カリウム、あるいは酸素など。
消極剤（しょうきょくざい）、復極剤（ふっきょくざい）ともいう。電池では活物質（かつぶっしつ）ともいう。電池では冒頭のような一般的な活性物質を正極活物質（せいきょくかつぶっしつ）と呼び、逆に負極まわりで作用する、還元剤を用いた負極活物質（ふきょくかつぶっしつ）も存在する。
電池において減極剤が正極活物質と呼ばれるようになったのは、電池では厳密に言えば減極剤なるものはそもそも存在しないからである。
これを投入すると分極が防がれただけでは説明が付かないほどに大きく電圧が上昇するが何故大きく電圧が上昇するかといえば減極剤自体が極めて強い酸化剤だからであり、減極剤が分極を防いでいると同時に減極剤が電池そのものを形成しているからである。
強力な酸化剤が還元剤と反応すること無く水素イオンとのみ反応を起こすという事はあり得ないのである。
そのため減極剤による電圧上昇作用は分極を防いでいる事による面もあるが、しかしどちらかと言えばより大きな酸化還元反応を起こす事による面の方が大きい。

## 略歴・概要
電池あるいは電解槽内において「分極」が起きるのが不都合なのは、反対方向の起電力を生じるからである。減極剤は、発生した水素等を酸化（あるいは発生した酸素等を還元）して解消し、電池では正方向の起電力を保ち、電解槽内における電気分解ではエネルギー効率の低下を防ぐ。

## おもな減極剤
一次電池、二次電池における減極剤の一覧である。
| 電池     | 電池                 | 電池                   | 電池                     | 構成                         | 構成                                             | 構成       |
| 電池     | 電池                 | 電池                   | 電池                     | 正極活物質 （減極剤）        | 電解質                                           | 負極活物質 |
| -------- | -------------------- | ---------------------- | ------------------------ | ---------------------------- | ------------------------------------------------ | ---------- |
| 一次電池 | マンガン乾電池       | マンガン乾電池         | マンガン乾電池           | 二酸化マンガン電解           | 塩化亜鉛、塩化アンモニウム                       | 亜鉛       |
| 一次電池 | アルカリマンガン電池 | アルカリマンガン電池   | アルカリマンガン電池     | 二酸化マンガン電解           | 水酸化カリウム                                   | 亜鉛       |
| 一次電池 | 酸化銀電池           | 酸化銀電池             | 酸化銀電池               | 酸化銀(I)                    | 水酸化カリウムあるいは水酸化ナトリウム           | 亜鉛       |
| 一次電池 | 水銀電池             | 水銀電池               | 水銀電池                 | 酸化水銀(II)                 | 水酸化カリウムあるいは水酸化ナトリウム           | 亜鉛       |
| 一次電池 | 水銀電池             | 水銀電池               | 水銀電池                 | 酸化水銀(II)＋二酸化マンガン | 水酸化カリウム                                   | 亜鉛       |
| 一次電池 | 空気電池             | 空気電池               | 空気電池                 | 酸素                         | 塩化アンモニウム、塩化亜鉛                       | 亜鉛       |
| 一次電池 | 空気電池             | 空気電池               | 空気電池                 | 酸素                         | 水酸化カリウム                                   | 亜鉛       |
| 一次電池 | リチウム電池         | リチウム電池           | 二酸化マンガン系         | 二酸化マンガン(β)            | 炭酸プロピレン等の有機溶媒＋過塩素酸リチウム     | リチウム   |
| 一次電池 | リチウム電池         | リチウム電池           | フルオロカーボン系       | フルオロカーボン（(CF)n）    | 同上＋四フッ化ホウ酸リチウム                     | リチウム   |
| 一次電池 | リチウム電池         | リチウム電池           | 酸化銅(II)系             | 酸化銅(II)                   | 同上＋ジオキソラン                               | リチウム   |
| 一次電池 | リチウム電池         | リチウム電池           | 塩化チオニル系           | 塩化チオニル                 | 塩化チオニル＋塩化リチウム＋三塩化アルミニウム   | リチウム   |
| 一次電池 | リチウム電池         | リチウム電池           | 固体電解質               | ヨウ素                       | ヨウ化リチウム                                   | リチウム   |
| 一次電池 | リチウム電池         | リチウム電池           | 塩化チオニルリチウム電池 | 炭素                         | 塩化チオニール、塩化リチウム、三塩化アルミニウム | リチウム   |
| 一次電池 | リチウム電池         | リチウム電池           | 超薄型                   | CF2                          | 二酸化マンガン                                   | リチウム   |
| 二次電池 | 鉛蓄電池             | 鉛蓄電池               | 開放形                   | 二酸化鉛                     | 硫酸                                             | 鉛         |
| 二次電池 | 鉛蓄電池             | 鉛蓄電池               | 密閉形                   | 二酸化鉛                     | 硫酸                                             | 鉛         |
| 二次電池 | アルカリ蓄電池       | ニッケルカドミウム電池 | 密閉形                   | オキシ水酸化ニッケル         | 水酸化カリウム                                   | カドミウム |
| 二次電池 | アルカリ蓄電池       | ニッケルカドミウム電池 | 開放形                   | オキシ水酸化ニッケル         | 水酸化カリウム                                   | カドミウム |
| 二次電池 | アルカリ蓄電池       | 酸化銀・亜鉛蓄電池     | 酸化銀・亜鉛蓄電池       | 酸化銀(I)                    | 水酸化カリウム(酸化亜鉛飽和)                     | 亜鉛       |
| 二次電池 | アルカリ蓄電池       | ニッケル・亜鉛蓄電池   | ニッケル・亜鉛蓄電池     | 水酸化ニッケル               | 水酸化カリウム(酸化亜鉛飽和)                     | 亜鉛       |
| 二次電池 | アルカリ蓄電池       | 酸化銀・カドミウム電池 | 酸化銀・カドミウム電池   | 酸化銀(I)                    | 水酸化カリウム                                   | カドミウム |